# Oleg Georgovič Gazenko
Oleg Georgovič Gazenko (12 dicembre 1918 – 17 novembre 2007) è stato un medico, militare e ricercatore russo, ex direttore del Institute of Biomedical Problems di Mosca, onorato con il Premio Demidov nel 1998.
Fino alla sua morte, lavorò come consigliere di Anatoly Grigoriev, l'attuale direttore dell'Istituto.

## Attività professionale
Tra i principali scienziati dietro al progetto di animali sovietici nello spazio, selezionò ed addestrò Laika, il cane che volò sullo Sputnik 2. La missione non prevedeva che Laika tornasse a casa; morì entro le prime ore per surriscaldamento e stress.
Gazenko avviò il programma Cosmos biosatellite nonhuman primate, che fu di grande successo fin dalla sua nascita nel 1979. Egli ricorda come fu difficile decidere di far volare un primate per la prima volta: 
Gazenko fu coinvolto nelle ricerche sulla vita nello spazio dal tardo 1950. Trovò grandi benefici conducendo esperimenti biologici nello spazio, particolarmente sugli animali. Molti oppositori del volo di animali nello spazio credono che tali voli non siano più giustificati perché l'uomo oggi è completamente in grado di vivere e lavorare nello spazio per lunghi periodi.
Questa argomentazione si basa sulla mancanza di comprensione. Gazenko disse: 